# Palacio Piria (Montevideo)
El Palacio Piria es el edificio que alberga la Suprema Corte de Justicia de Uruguay, el órgano máximo del Poder Judicial del país. Está situado en el lado sur de la Plaza de Cagancha de Montevideo, sobre el "Pasaje de los Derechos Humanos". Declarado Monumento Histórico Nacional en 1975, es de estilo ecléctico historicista.

## Historia
La construcción del edificio fue proyectado por el empresario y filántropo uruguayo Francisco Piria en 1917 como residencia familiar. El diseño estuvo a cargo del arquitecto francés Camille Gardelle, exalumno de la Escuela de Bellas Artes de París. El propietario original residió en el palacio hasta su muerte en 1933. En 1943, el presidente electo Juan José de Amézaga arrendó la propiedad como su residencia particular. El 5 de enero de 1954 mediante la Ley N° 12.090, el Palacio Piria fue adquirido por el Estado uruguayo, y destinado a albergar la Suprema Corte de Justicia. Con motivo del Día del Patrimonio el palacio abre sus puertas para ser visitado por los ciudadanos.

## Descripción del edificio
Frente a la fachada principal se encuentra el Monumento a la Justicia, obra de Rafael Lorente Mourelle. Debido a que Francisco Piria era alquimista, el palacete posee símbolos esotéricos, como por ejemplo, la figura de óvalo del “hall” de la planta baja, la cual se repite tanto en el subsuelo, como en los espacios de distribución de los dos niveles superiores.

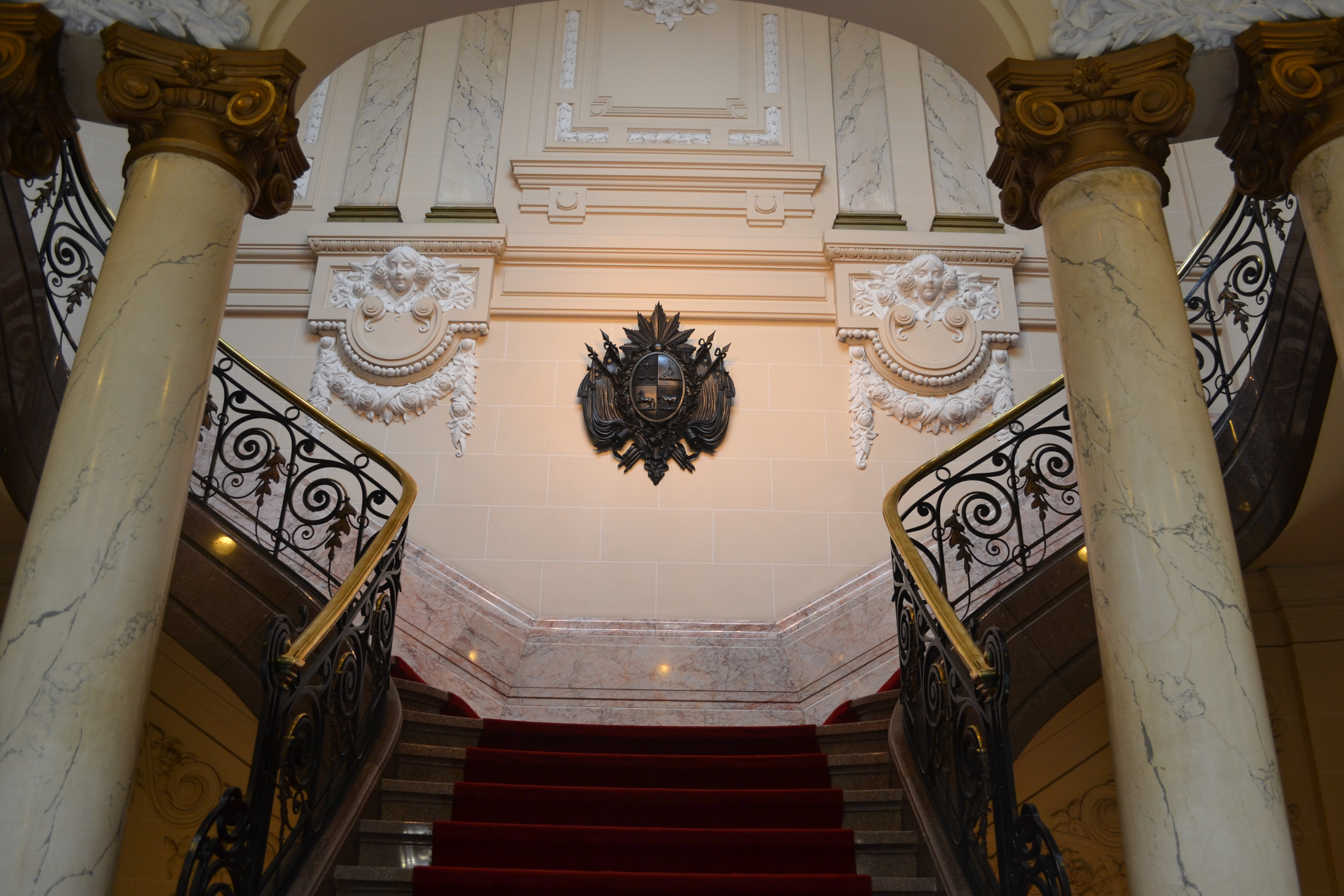
Escalera principal del palacio previo a la bifurcación, con el Escudo de Uruguay al fondo.

La escalera principal de mármol, frente al hall de acceso se bifurca al llegar al primer piso.

### Planta baja
En el ala sur, sobre la intersección de las calles Gutiérrez Ruiz y San José se encuentra el primer dormitorio del palacete, que en la actualidad, funciona como despacho de uno de los Ministros de la Suprema Corte de Justicia, contando con anexos y un balcón. En el ala norte, sobre la Plaza de Cagancha se encuentra el segundo dormitorio, que hoy en día es ocupado por el despacho de otro ministro, además del despacho del prosecretario letrado.

### Primer piso

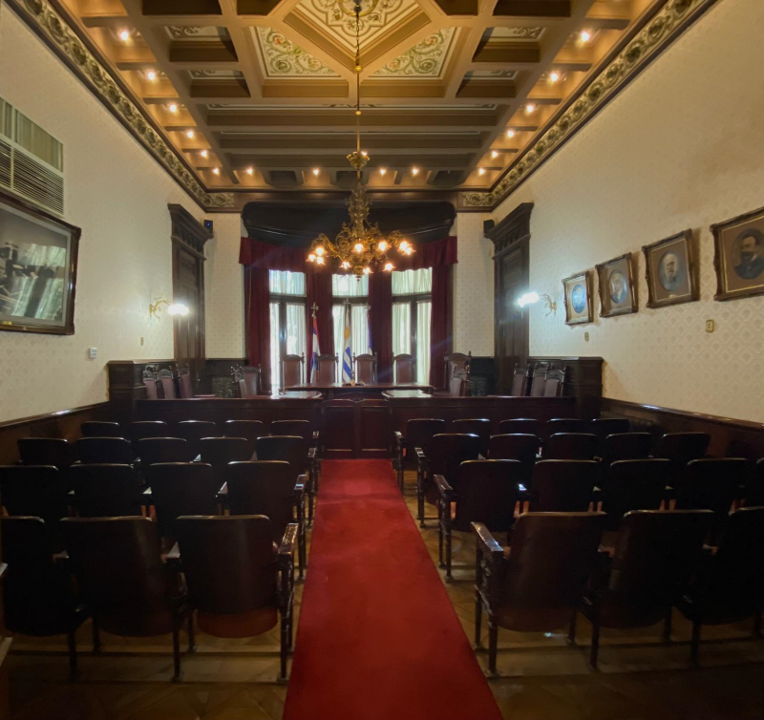
Sala de Juramentos

Originalmente, el primer piso funcionaba como la sala de recepción del palacete. En la actualidad, se encuentra Sala de Acuerdos de la Corte cuyos balcones se abren a la calle Gutiérrez Ruiz; el antiguo "Gran Salón Imperio", que hoy en día es denominado Salón “Dr. Héctor Luis Odriozola”, y que en sus aproximados 20 metros está decorado con motivos de águilas, ramos de laurel, esfinges y grifos; la Sala de Juramentos cuyo techo tiene una obra de artesonado y sus paredes, boiserie; y la anterior sala de billar, que en el presente sirve como despacho de uno de los ministros.

### Segundo piso
El segundo piso servía de dormitorio para Piria y su esposa, donde actualmente se encuentran despachos y la biblioteca y sala de lectura. La primera "suite" servía como los aposentos de Francisco Piriaː el dormitorio funciona, en la actualidad, como despacho de Secretario Letrado de la Corte, mientras que la recámara y la sala de gimnasia, como despacho de uno de los ministros. Por su parte, la segunda "suite", que era ocupada por la esposa de Piria contaba de un dormitorio, que hoy es utilizado por uno de los ministros como oficina. Entre ambas "suites" se extendía un amplio salón, que en el presente se denomina "Despacho Judicial".

## Galería

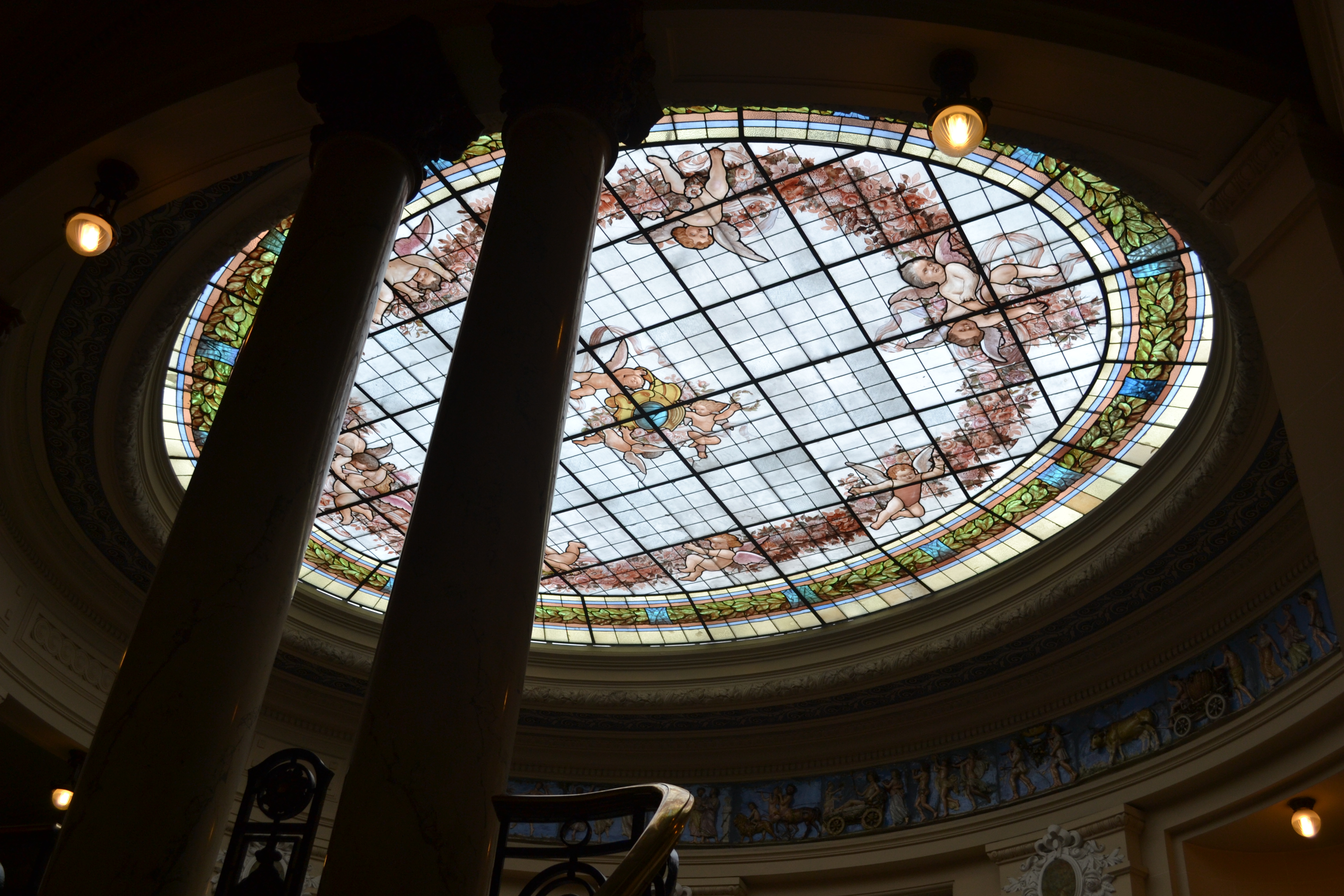
Vitral ovalado del segundo piso.
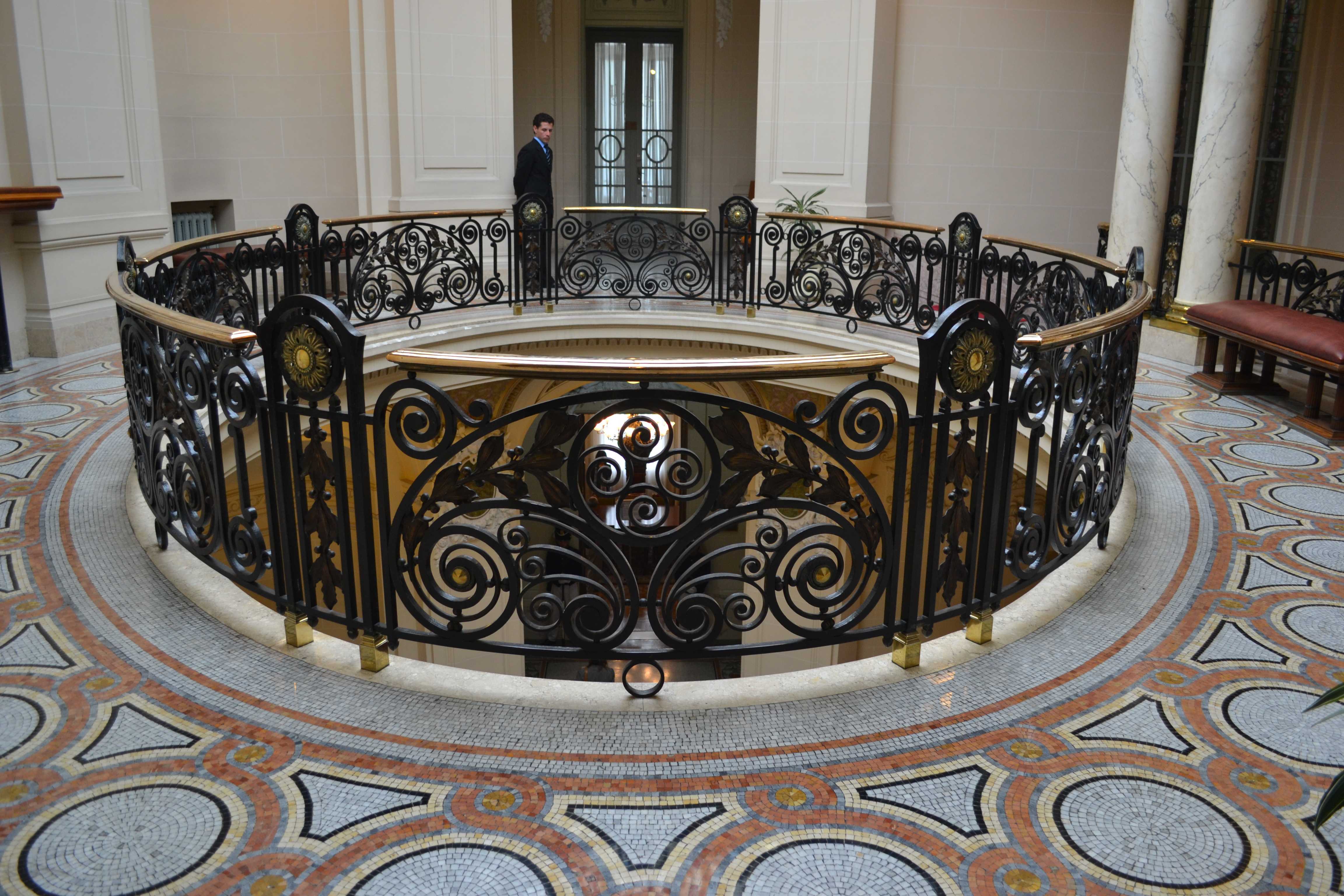
Segundo piso
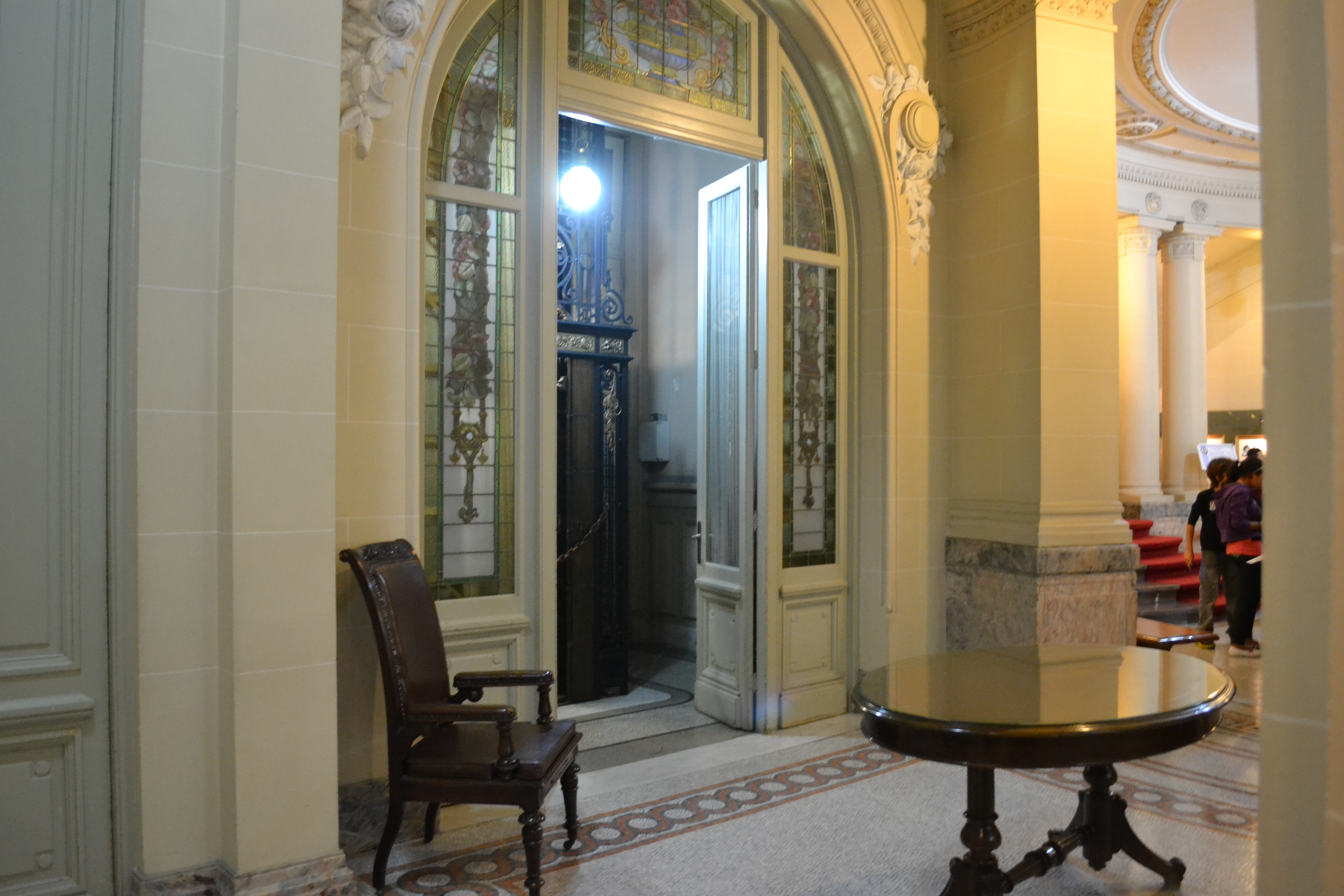
Elevador en la planta baja.
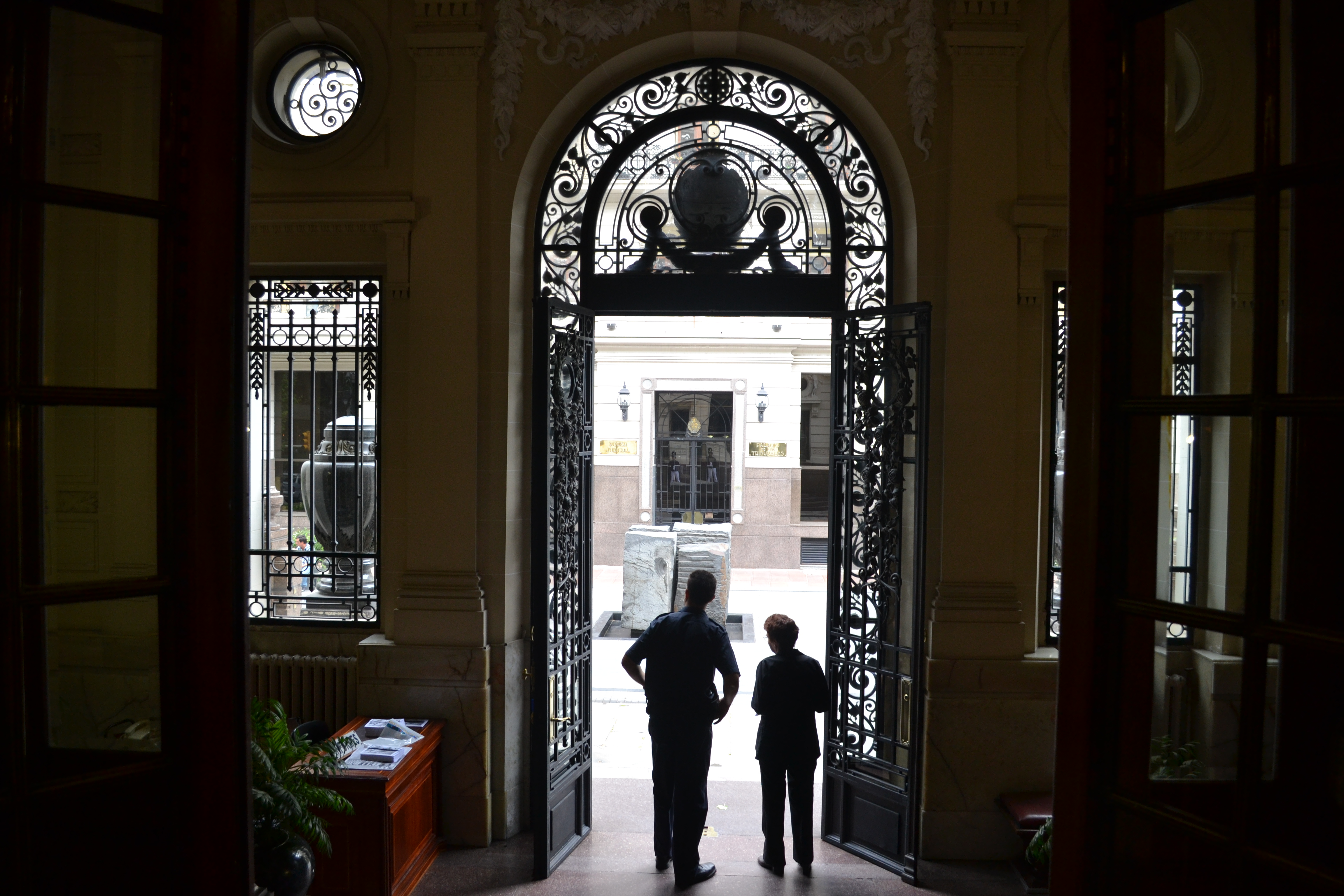
Puerta principal desde el interior.

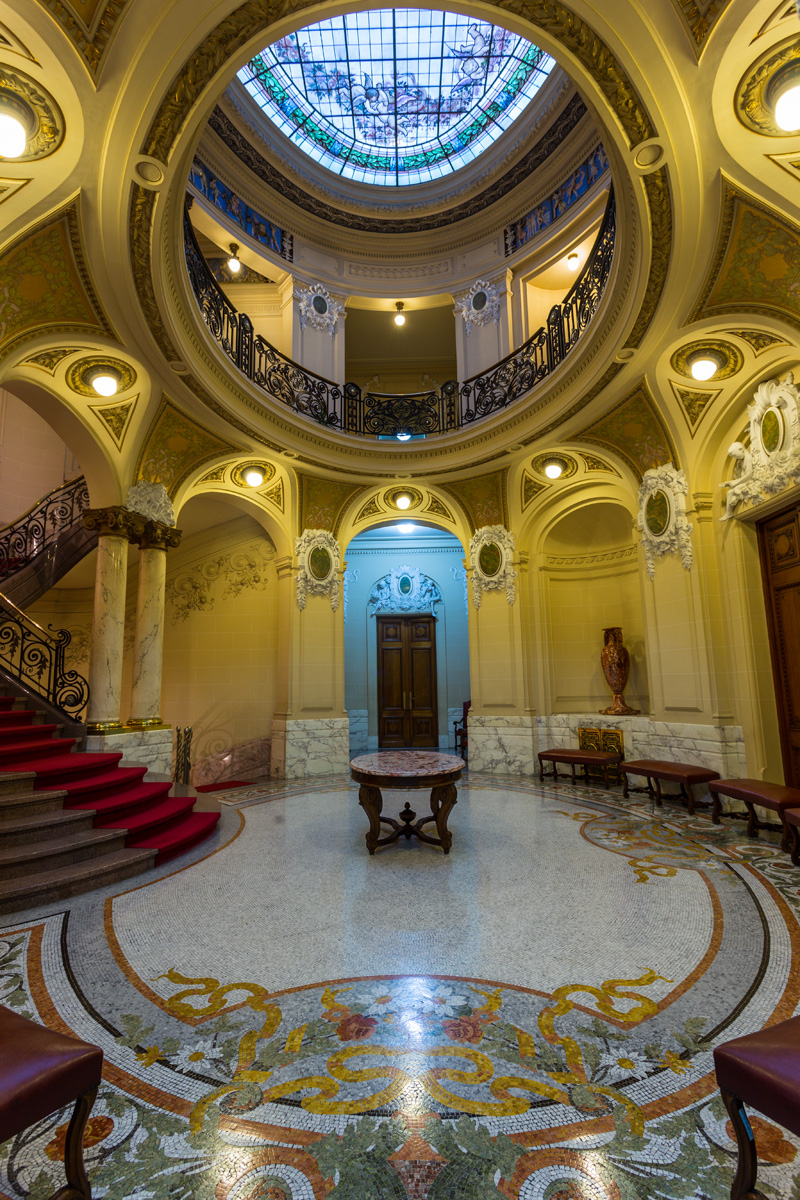
Hall de acceso y figura de oválo
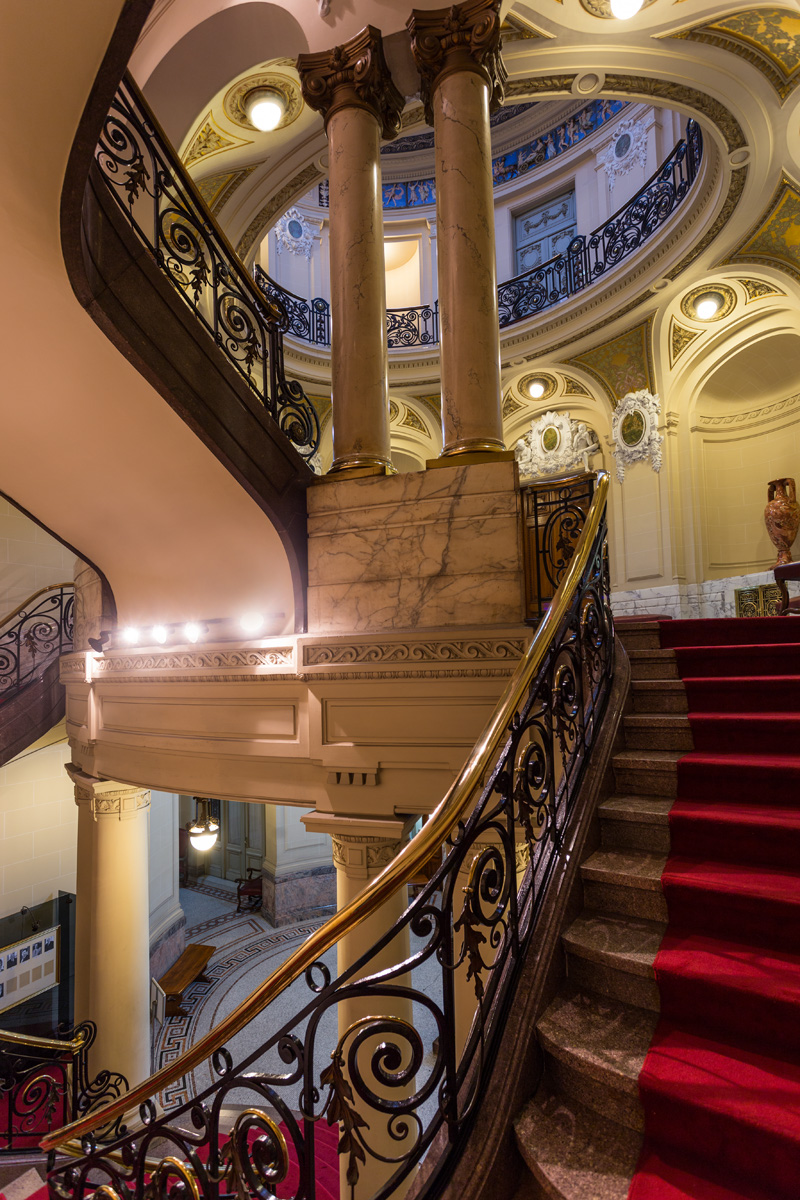
Escalera y primer piso